# Mispa

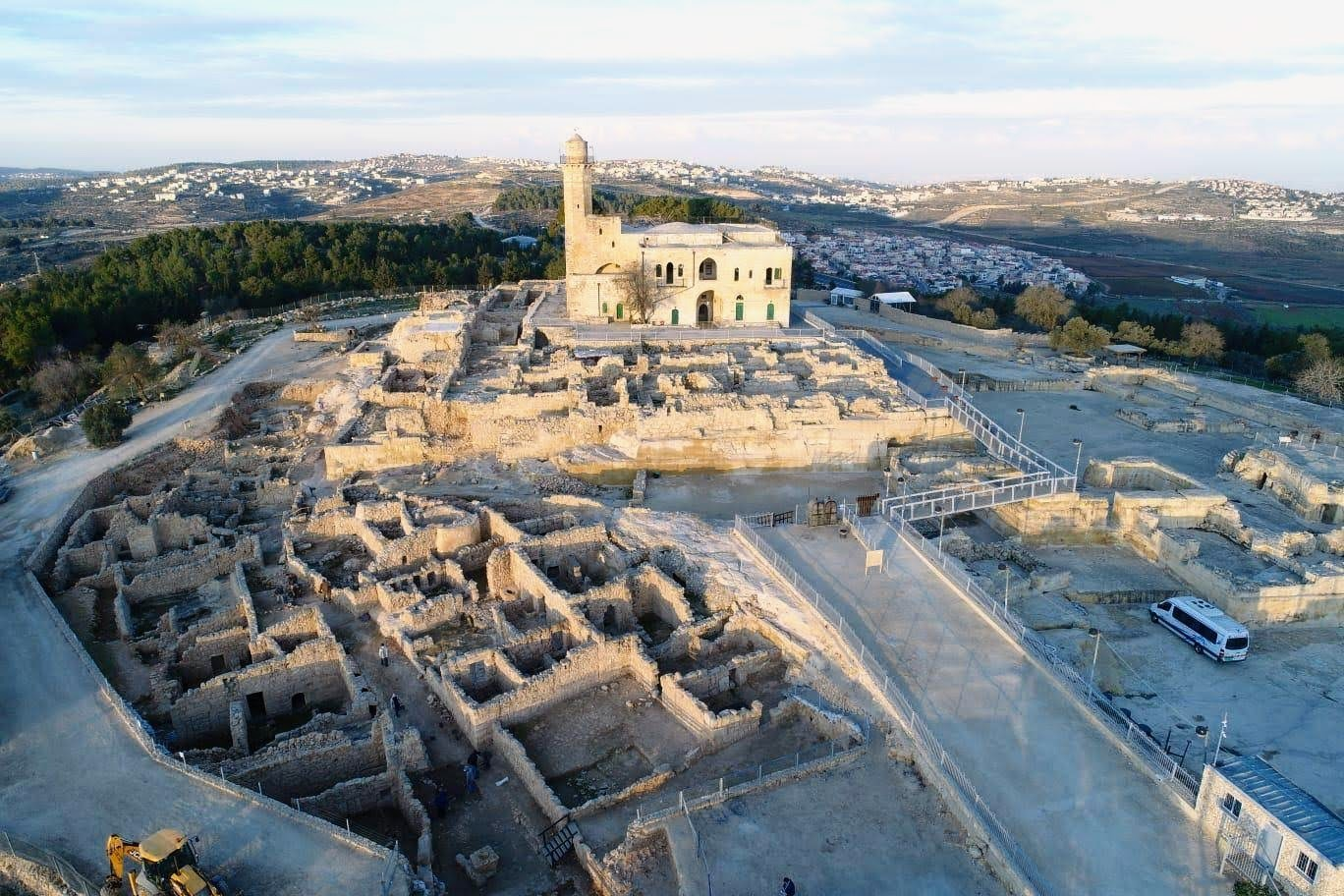
Vykopávky v Nabi Samwil, jedné z možných lokalit, kde stála starověká Mispa

Mispa (hebr. מִצְפָּה; význ. „strážní věž”) je název několika lokalit, zmiňovaných ve Starém zákoně.
Nejvýznamnější byla Mispa na území Benjamínovců, nedaleko Jeruzaléma. V Mispě byl mimo jiné zvolen první izraelský král Saul. Po zničení Jeruzaléma (Judska – Judského království) Nebukadnesarem II. roku 587 př. n. l., se Mispa stala nakrátko centrem autonomní správy pro zbylé židovské obyvatelstvo.
Místo, kde stávala Mispa, je nejisté. Bývá ztotožňováno s vykopávkami v lokalitě Tell en-Nasbeh nebo v lokalitě Nabi Samwil.